# Octavia Rogers Albert
Octavia Rogers Albert (24 décembre 1853 – 19 août 1889) est une Afro-Américaine connue pour avoir  documenté l'esclavage aux États-Unis à travers une collection de récits de vie issus d'entretiens avec d'anciens esclaves publiés dans son livre The House of Bondage, aussi appelé Charlotte Brooks and Other Slaves, édité à titre posthume en 1890 par les soins de sa fille Laura Thalula Albert Smith.

## Biographie

### Jeunesse et formation
Octavia Victoria Rogers est née à Oglethorpe, en Géorgie, à part des fragments, très peu de choses sont connues de sa vie, on sait qu'elle est la fille d'un esclave, elle même est née dans la condition d'esclave jusqu'à l'abolition de l'esclavage aux États-Unis par le Treizième amendement de la Constitution des États-Unis promulgué en 1865,,,,,,.
On ne sait comment en 1870, grâce probablement à la politique en faveur des esclaves affranchis de la période dite de la Reconstruction, un an après l'ouverture de la Clark Atlanta University (en), Octavia Victoria Rogers fait partie des 170 étudiants qui y sont admis. Elle y suit des cours pour devenir enseignante ,,,.

### Carrière
En 1873, Octavia Victoria Rogers, après divers emploi, est enseignante à Montezuma, dans l'État de la Géorgie,.
En 1874, vers l'âge de 21 ans, elle épouse un autre enseignant, A. E. P. Albert (en), le couple donne naissance à une fille, Laura Thalula Albert Smith. Ce mariage lui donne une position de notable en tant que femme d'un Doctor of Divinity (en) (Docteur en théologie),.
En 1875, Octavia Rogers Albert rejoint l'Église épiscopale méthodiste africaine. Alors que le couple Albert enseigne à Montezuma, en Géorgie, elle et son mari sont devenus de fervents défenseurs  et promoteurs de l'éducation en utilisant leur maison pour donner des cours de lecture et d'écriture.

#### La conversion à l'Église épiscopalienne méthodiste,
En 1877, A.E.P. Albert, est ordonné pasteur de l'Église épiscopalienne méthodiste, Octavia Rogers Albert se convertit à son tour en 1878, quittant ainsi l'Église épiscopale méthodiste africaine. Peu de temps après son ordination, lui et Octavia Rogers Albert déménagent à Houma, en Louisiane et plus tard à La Nouvelle-Orléans,,.

#### La notable
A.E.P. Albert, en tant que membre du conseil d'administration de la New Orleans University (en) et directeur de la publication du journal le Southwestern Christian Advocate (en). devient une personnalité éminente de La Nouvelle-Orléans. En regard de la position sociale de son époux, Octavia Rogers Albert doit quitter l'enseignement,,.
Octavia Rogers Albert se déplace de stations balnéaires en lieux de villégiatures comme la baie Saint-Louis où elle donne des conférences et organise des réceptions ayant pour sujet les reformes religieuses. Quand Octavia Rogers Albert rentre chez elle, elle fait de sa résidence principale un centre d'études de la Bible ouvert à tous, quelle que soit sa classe sociale,.

#### Le projet de récits d'esclaves
C'est en écoutant des anciens esclaves témoigner lors de ces sessions d'études de la Bible que germe peu à peu l'idée de rédiger des récits de vie. Octavia Rogers Albert porte une attention particulière à une participante régulière Charlotte Brooks, avec laquelle elle a eu de nombreux échanges quant à sa vie et son expérience d'esclave en Virginie et Louisiane,.  

#### L'écriture du recueil des récits de vie
Octavia Rogers Albert se lance dans l'écriture du récit de la vie de Charlotte Brooks en employant autant que possible ses propres mots. Au fur et à mesure du recueil des paroles de Charlotte Brooks émergent plusieurs personnages de son entourage, ce qui donne l'idée d'interviewer d'autres personnes pouvant témoigner de leur expérience de vie en tant qu'esclaves ou affranchis du temps de l'esclavage,.

#### La publication

##### À titre posthume
Le titre complet du livre est The House of Bondage or Charlotte Brooks and other Slaves : Original and Life-Like, As They Appeared in Their Old Plantation and City Slave Life; Together with Pen-Pictures of the Peculiar Institution, with Sights and Insights into Their New Relations as Freedmen, Freemen, and Citizens. titre qui montre l'ampleur de l'ouvrage. Octavia Rogers Albert meurt le 19 août 1889 et ne verra donc pas l'aboutissement de son travail qui est publié en 1890, grâce à sa fille Laura Thalula Albert qui en rédige la préface après sa publication sous forme de feuilleton au sein des colonnes du Southwestern Christian Advocate de janvier à décembre 1890,,.  

##### La réception du livre

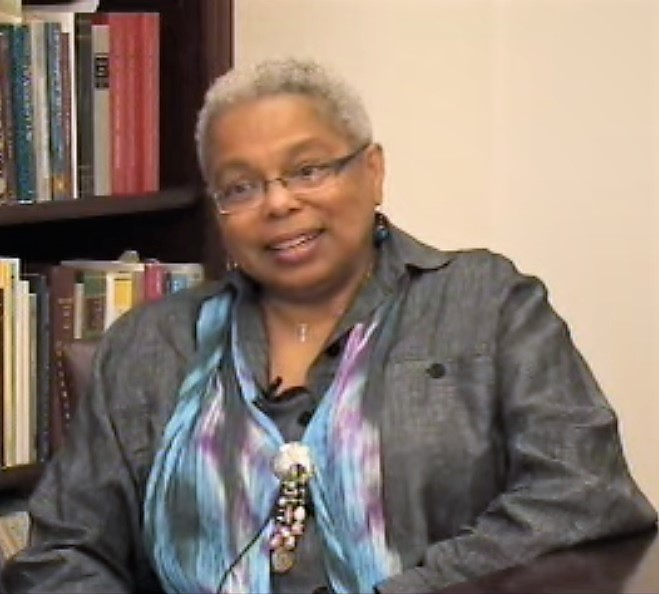
Photographie de l'historienne Frances Smith Foster.

L'ouvrage expose plusieurs témoignages d'anciens esclaves aux propriétaires de plantations ou de propriétaires vivant en ville. Son utilisation des témoignages oraux est une première, c'est qui distingue son livre des autres études qui lui sont contemporaines, au ton plus ou moins paternaliste. Témoignages qui suscitent la colère des anciens esclavagistes qui étaient persuadés qu'aucun témoin direct, personne ne pourrait décrire les horreurs de l'esclavage,,. 
La publication de The House of Bondage est approuvée par la Conférence générale de l'Église épiscopalienne méthodiste. 
Octavia Rogers Albert a également contextualisé ses récits de vie en usant des poèmes, des chants, textes de discours ayant pour thèmes l'esclavage.  
Selon l'historien John W. Blassingame (en), Octavia Rogers Albert est l'un des rares interviewers aussi bien formés et y salue, comme bien d'autres, la vanité et les mensonges des stéréotypes. Cela est repris par l’historienne Frances Smith Foster (en) qui écrit que l'une des intentions de Octavia Rogers Albert est d'en finir avec les stéréotypes véhiculés par La Case de l'oncle Tom, Aunt Jemima, Kunta Kinte,,,.  

## Ouvrage
- The House of Bondage or Charlotte Brooks and other Slaves, New York, Hunt & Eaton (réimpr. 1988, 2002, 2019) (1re éd. 1890), 161 p. (OCLC 42793735, lire en ligne);

## Voir également
- Récit d'esclave, genre littéraire,
- Histoire de vie,
- Sojourner Truth,
- Susie King Taylor,
- Littérature afro-américaine,
- Tradition orale,
- Histoire orale,